# 709 Dywizja Piechoty (III Rzesza)
709 Dywizja Piechoty (niem. 709. Infanterie-Division) – niemiecki związek taktyczny piechoty podczas II wojny światowej.

## Historia
Dywizja została sformowana 2 maja 1941 w Butzbach w IX Okręgu Wojskowym. W jej skład wchodziło wielu żołnierzy starszych wiekiem lub ozdrowieńców, ze słabym doświadczeniem wojskowym. Poza tym najlepsi żołnierze zostali z czasem odesłani na front wschodni. Od końca czerwca 1941 dywizja pełniła funkcje okupacyjne we Francji. Od grudnia 1942 stacjonowała w Normandii. Pod koniec 1943 włączono do niej 919 Pułk Grenadierów, pochodzący z 242 Dywizji Piechoty, a także pięć Ostbatalionów, złożonych z byłych jeńców z Armii Czerwonej. Na początku 1944 dywizja otrzymała status dywizji statycznej, czyli pozbawionej prawie całkowicie środków transportu, przeznaczonej jedynie do obrony pewnego terytorium. Liczyła wówczas około 12,5 tysiąca żołnierzy. Od wiosny obsadzała pozycje obronne na wybrzeżu morskim. Po inwazji wojsk alianckich 6 czerwca 1944, prowadziła walki obronne przeciwko amerykańskiej 4 Dywizji Piechoty we wschodniej i północnej części półwyspu Cotentin, ponosząc bardzo duże straty. Resztki dywizji zostały całkowicie zniszczone podczas obrony Cherbourga, który skapitulował 26 czerwca.

## Dowódcy dywizji
- generał major Arnold von Bessel (3 maja 1941 – 15 lipca 1942)
- generał porucznik Albin Nake (15 lipca 1942 – 15 marca 1943)
- generał artylerii Curt Jahn (15 marca – 1 lipca 1943)
- generał major Eckhard von Geyso (1 lipca – 12 grudnia 1943)
- generał porucznik Karl-Wilhelm von Schlieben (12 grudnia 1943 – 23 czerwca 1944)

## Skład organizacyjny
Druga połowa 1941
- 729 pułk piechoty
- 739 pułk piechoty
- 669 oddział artylerii
- 709 kompania pionierów
- 709 kompania łączności
- 709 oddział zaopatrzenia

1943/1944
- 729 pułk grenadierów
- 739 pułk grenadierów
- 919 pułk grenadierów (przekazany z 242 Dywizji Piechoty)
- 669 oddział artylerii
- 709 batalion pionierów
- 709 oddział przeciwpancerny
- 709 oddział łączności
- 709 oddział zaopatrzenia

czerwiec 1944
- 729 forteczny pułk grenadierów (jako IV batalion dołączony 649 Batalion Wschodni)
- 739 forteczny pułk grenadierów (jako I batalion dołączony 561 Batalion Wschodni, a jako IV batalion 795 Gruziński Batalion Piechoty)
- 752 pułk grenadierów do zadań specjalnych (635 Batalion Wschodni i 797 Batalion Wschodni)
- 919 pułk grenadierów
- 1709 pułk artylerii (8 haubic 100 mm produkcji czechosłowackiej, 12 dział 105 mm produkcji francuskiej, 12 haubic 155 mm produkcji francuskiej, 12 dział przeciwpancernych 76,2 mm produkcji radzieckiej)
- 709 batalion przeciwpancerny (9 dział samobieżnych Stug 40, 12 dział przeciwpancernych pak 40, 9 działek przeciwlotniczych 37 mm)
- 709 batalion pionierów
- 709 batalion łączności